# Cécilia Duvert
Pour les articles homonymes, voir Duvert.
Cécilia Duvert, née en 1984, est une joueuse française de speed-ball.
Cécilia Duvert est double vice-championne du monde de Speed-Ball au Caire en 2003.
Surnommée "Jokari" par l'ensemble du groupe France et ses amis, elle suit actuellement des études de journalisme à l'Ecole de Journalisme et de Communication de Blagnac (Haute-Garonne). Elle a dû renoncer au dernier[évasif] championnat du monde à Tokyo [Quand ?] à la suite d'une opération au genou.